# Etes
Etes is een plaats (község) en gemeente in het Hongaarse comitaat Nógrád. Etes telt 1528 inwoners (2001).